# Биљана Мишић
Биљана Мишић (Крушевац, 20. децембар 1983) српска је глумица.

## Биографија
У родном Крушевцу је завршила Основну школу „Доситеј Обрадовић”, као и Нижу музичку школу „Стеван Христић”. У музичкој школи је учила хармонику. Даље образовање је стекла у Средњој економско-трговинској школи, такође у Крушевцу, на смеру правни техничар. Глумачко образовање стекла је на Факултету уметности Приштина у Звечану. Још за време школских дана добила је награду за беседништво и реторику, као и награду на такмичењу рецитатора.
Почела је да глуми у КПГТ-у где је остварила запажен успех. Поред позоришта, глуми и у филмовима и серијама.
У међувремену се бавила и колажима. Своја дела је до сад излагала у Крушевцу, Србији и Америци.

##### Запажена улога
Запажену улогу је остварила уз Мајкла Мадсена у филму Српски ожиљци.

## Филмографија
| Год.       | Назив                   | Улога                  |
| ---------- | ----------------------- | ---------------------- |
| 2013.      | Мрачни принц            | Виолета                |
| 2013.      | Жигосана                | Љубинка                |
| 2012.      | Лед                     | Беба                   |
| 2010.      | Шесто чуло              | Терористкиња           |
| 2010.      | Жене са Дедиња          | Весна                  |
| 2009.      | Кад на врби роди грожђе | Сања                   |
| 2009.      | Српски ожиљци           | Кристина               |
| 2009.      | Улица липа              | Александра             |
| 2008.      | Читуља за Ескобара      | Спонзоруша             |
| 2008-2007. | Орално доба             | Бики                   |
| 2007.      | Вратиће се роде         | Плавуша 2              |
| 2006.      | Немогућа мисија         | Биљана Мишић           |
| 2006.      | Ја Че Гевара            | Тања                   |
| 2006.      | Монет                   | Девојка                |
| 2006.      | Каравађо                | Куртизана              |
| 2004.      | О штетности дувана      | Ана Мартиновна Жигалов |

## Позоришне улоге
| Представа                     | Режија             | Улога           | Позориште       |
| ----------------------------- | ------------------ | --------------- | --------------- |
| Дом за вешање                 | Емир Кустурица     |                 | ГМР             |
| Конзулска времена             | Љубиша Ристић      | Сведок историје | Звездара театар |
| Оговарање                     | Љубиша Ристић      | Олга Илић       | Н. П. Сомбор    |
| Псовање публике               | Љубиша Ристић      | Глумица         | КПГТ            |
| Ричард III                    | Љубиша Ристић      | Маргарита       | КПГТ            |
| У логору                      | Филип Гајић        | Жена у логору   | КПГТ            |
| Кориолан                      | Саша Габрић        | Бог на машини   | КПГТ            |
| Отац                          | Биљана Мишић       | Лаура           | КПГТ            |
| Ко се боји Вирџиније Вулф     | Дејан Вулф         | Хани            | Славија         |
| Перверзије у Чикагу           | Драган Марјановић  | Дебора          | Славија         |
| Осма седница или Живот је сан | Горан Марковић     | Дворкиња        | Филм 87         |
| Сан летње ноћи                | Бошко Димитријевић | Тинаниа         | СКЦ             |